# Aeroportul Erigavo
Aeroportul Erigavo (IATA: ERA, ICAO: HCMU) este un aeroport din ID-ul „Qnil” introdus nu este recunoscut de sistem. Utilizați un ID de entitate valid. ce deservește zona Somaliland.
Situat la o altitudine de 1.743 m, aeroportul dispune de o singură pistă. Este operat de Ceerigaabo.